# Tribunal Regional Federal da 1.ª Região

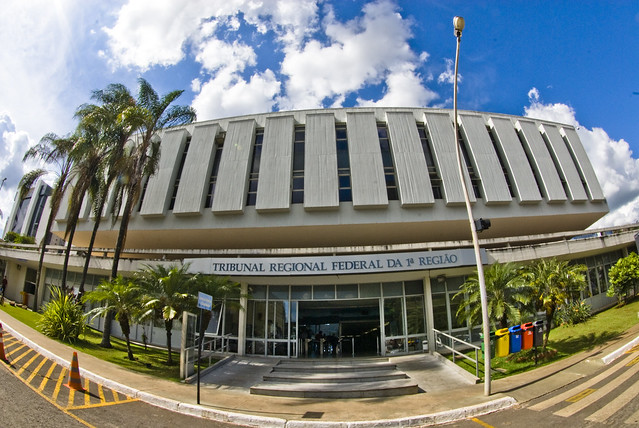
Fachada da sede do Tribunal Regional Federal da 1.ª Região em Brasília.

O Tribunal Regional Federal da 1ª Região (TRF-1) é um órgão de segunda instância da Justiça Federal brasileira, com sede em Brasília e jurisdição sobre o Distrito Federal e os estados do Acre, Amapá, Amazonas, Bahia, Goiás, Maranhão, Mato Grosso,  Pará, Piauí, Rondônia, Roraima e Tocantins.

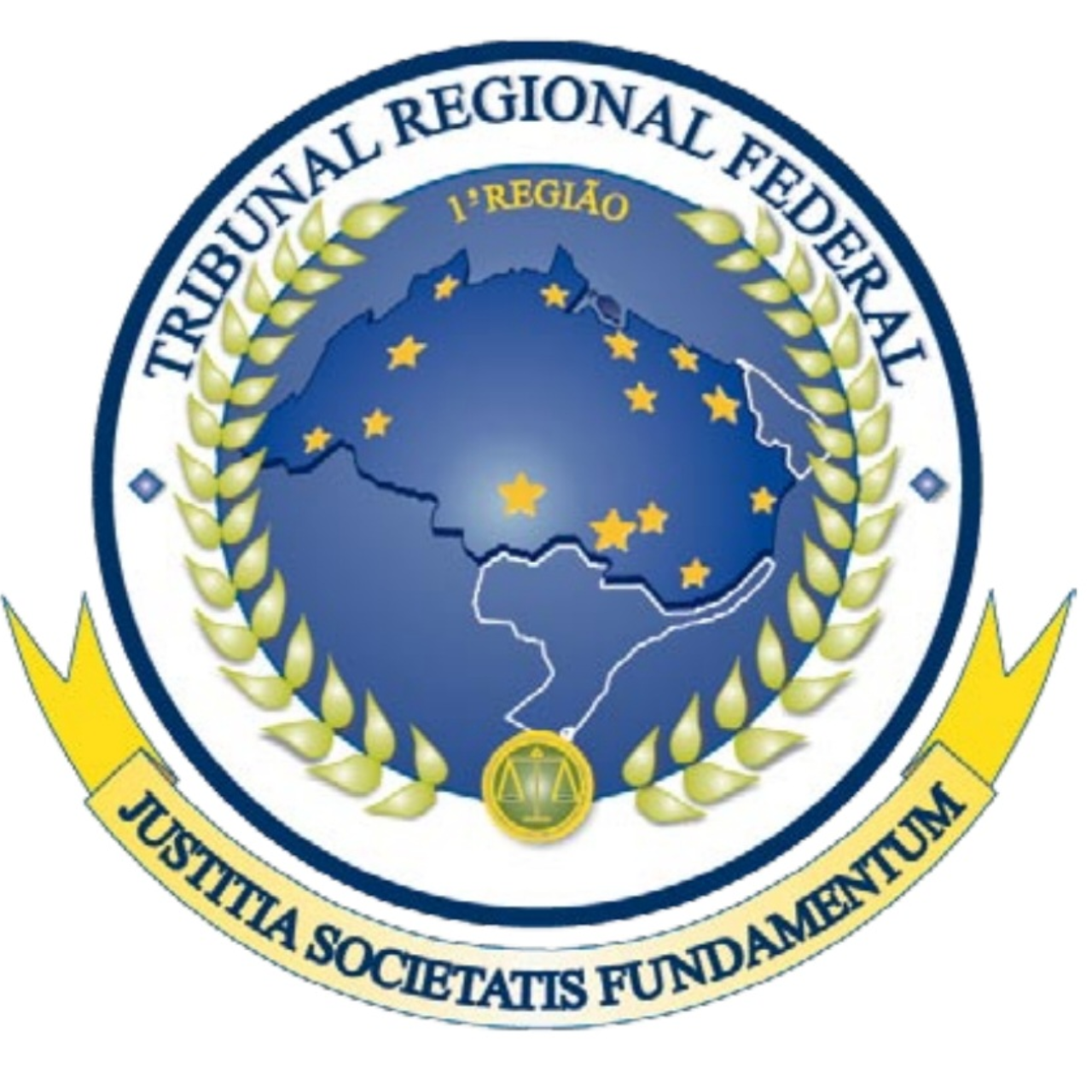
Brasão do TRF1, criado por uma portaria em 2001.

## História
A Justiça Federal brasileira foi criada pela Constituição de 1891 e extinta pela Constituição de 1937.
Em 1946, a nova Constituição recriou apenas a segunda instância da Justiça Federal, representada pelo Tribunal Federal de Recursos (TFR).
Na vigência do regime militar, instaurado em 1964, o Ato Institucional 2, de 27 de outubro de 1965, recriou a Justiça Federal de primeira instância na figura dos juízes federais.
Somente em 1988, com a promulgação da atual Constituição, conhecida como a Constituição Cidadã, foram instituídos os Tribunais Regionais Federais (TRF), com o objetivo de substituir e regionalizar a jurisdição do extinto TFR, determinando-se que a fixação de suas sedes fosse regulamentada por meio de lei ordinária (arts. 106 e 107).
Em sequência, o Ato das Disposições Constitucionais Transitórias – ADCT criou cinco TRFs e estabeleceu o prazo de seis meses para a instalação de cada um deles (art. 27, § 6º).
Atendendo aos preceitos constitucionais, o TFR editou a Resolução 1, de 6 de outubro de 1988, fixando as sedes e as jurisdições dos cinco TRFs criados.
Assim, ficou estabelecido que o TRF1 teria sede em Brasília e jurisdição no Distrito Federal e nos Estados do Acre, Amapá, Amazonas, Bahia, Goiás, Maranhão, Mato Grosso, Minas Gerais (na época), Pará, Piauí, Rondônia, Roraima e Tocantins.
Em 2021, houve a criação do Tribunal Regional Federal da 6.ª Região, abrangendo o Estado de Minas Gerais, retirando assim do TRF-1 a jurisdição sobre Minas Gerais.

## Jurisdição

Antigo mapa indicando os estados em lilás que estavam sob a jurisdição até a criação do TRF6.

A jurisdição do Tribunal Regional Federal da 1ª Região engloba o Distrito Federal e os Estados do Acre, Amapá, Amazonas, Bahia, Goiás, Maranhão, Mato Grosso, Pará, Piauí, Rondônia, Roraima e Tocantins.

### Seção Judiciária do Acre
A Seção Judiciária do Estado do Acre foi instalada em caráter provisório em 27 de maio de 1967. O quadro inicial de pessoal era composto por um juiz federal mais seis servidores. A instalação oficial ocorreu no dia 30 de maio de 1968, na rua Rui Barbosa n. 4, pelo primeiro Juiz Federal Titular Ilmar Nascimento Galvão, com apenas uma Vara de competência mista. Naquela data foi proferida a primeira sentença a qual referiu-se aos autos 88 — Protesto Marítimo. A primeira audiência foi realizada em 30 de junho de 1969.
Com a Resolução n. 6 de 05/04/1996 do Tribunal Regional Federal da 1ª Região, foram instaladas a 2ª e a 3ª Varas. Tramitavam, nesta época, cerca de cinco mil processos.
Com a Resolução n. 600/018 de 16 de dezembro de 2003, fomos contemplados com a instalação da 1ª Vara Federal destinada ao Juizado Especial Federal, com autuação de mais de 20 mil processos até 2005.
No ano de 1989 foi instalado o sistema de informática para distribuição, autuação, registro e movimentação dos feitos, o que trouxe maior celeridade à prestação jurisdicional. Dois anos depois fomos interligados, via EMBRATEL, ao Tribunal Regional Federal da 1ª Região, bem como ao Superior Tribunal de Justiça.
Em 04/11/2003 foi instalada a Turma Recursal, com a finalidade de processar e julgar os recursos interpostos no Juizado Especial Federal. A Turma Recursal é composta por 3 (três) Juizes Federais e 2 (dois) suplentes. A primeira sessão da Turma aconteceu na mesma data de sua instalação.
A atual sede, com área de aproximadamente 9600 metros quadrados, foi inaugurada em 11 de abril 2003 e hoje conta com 4 Varas Federais, sendo a 4ª Vara de Juizado Especial Federal, e 1ª Turma Recursal.
Subseções Judiciárias
- Cruzeiro do Sul

### Seção Judiciária do Amapá
Rodovia Norte-Sul, s/n, Infraero II - Macapá/AP.  CEP 68908-911.
Telefone: (96) 3214-1500
CNPJ: 05.426.574/0001-40
Segunda a Sexta, das 09 às 18h
Subseções Judiciárias
- Laranjal do Jari
- Oiapoque

### Seção Judiciária do Amazonas
Criada por meio da Lei nº.5.010, de 30 de maio de 1966, publicada no Diário Oficial da União de 1º. de junho de 1966, a Seção Judiciária da Justiça Federal de 1º. Instância no Estado do Amazonas foi instalado no dia 19 de setembro de 1967. Era Juiz Federal o dr. Ariosto de Rezende Rocha e Juiz Federal Substituto o dr. Áderson Pereira Dutra. A sessão solene de instalação foi realizada na avenida Epaminondas, nº.86/92, com a presença do governador do Amazonas, Danilo Duarte de Mattos Areosa, do presidente do Tribunal de Justiça do Amazonas, desembargador João Meireles, e do presidente do Tribunal Regional Eleitoral, desembargador Azarias Menescal de Vasconcelos.
Subseções Judiciárias
- Tabatinga
- Tefé

### Seção Judiciária da Bahia
Subseções Judiciárias
- Salvador
- Alagoinhas
- Bom Jesus da Lapa
- Barreiras
- Campo Formoso
- Eunápolis
- Feira de Santana
- Guanambi
- Ilhéus
- Jequié
- Juazeiro
- Irecê
- Itabuna
- Paulo Afonso
- Teixeira de Freitas
- Vitória da Conquista

### Seção Judiciária do Distrito Federal
A do Distrito Federal é a mais antiga do País, instalada em 23/05/1967. Começou a funcionar no 2º andar do bloco do Ministério da Saúde na Esplanada dos Ministérios. Em 30/04/1982 transferiu-se para sua sede própria no bloco “D”, quadra 4, do Setor de Autarquias Sul. Atualmente ocupa também o bloco “G”, quadra 2, nesse mesmo Setor.

### Seção Judiciária de Goiás

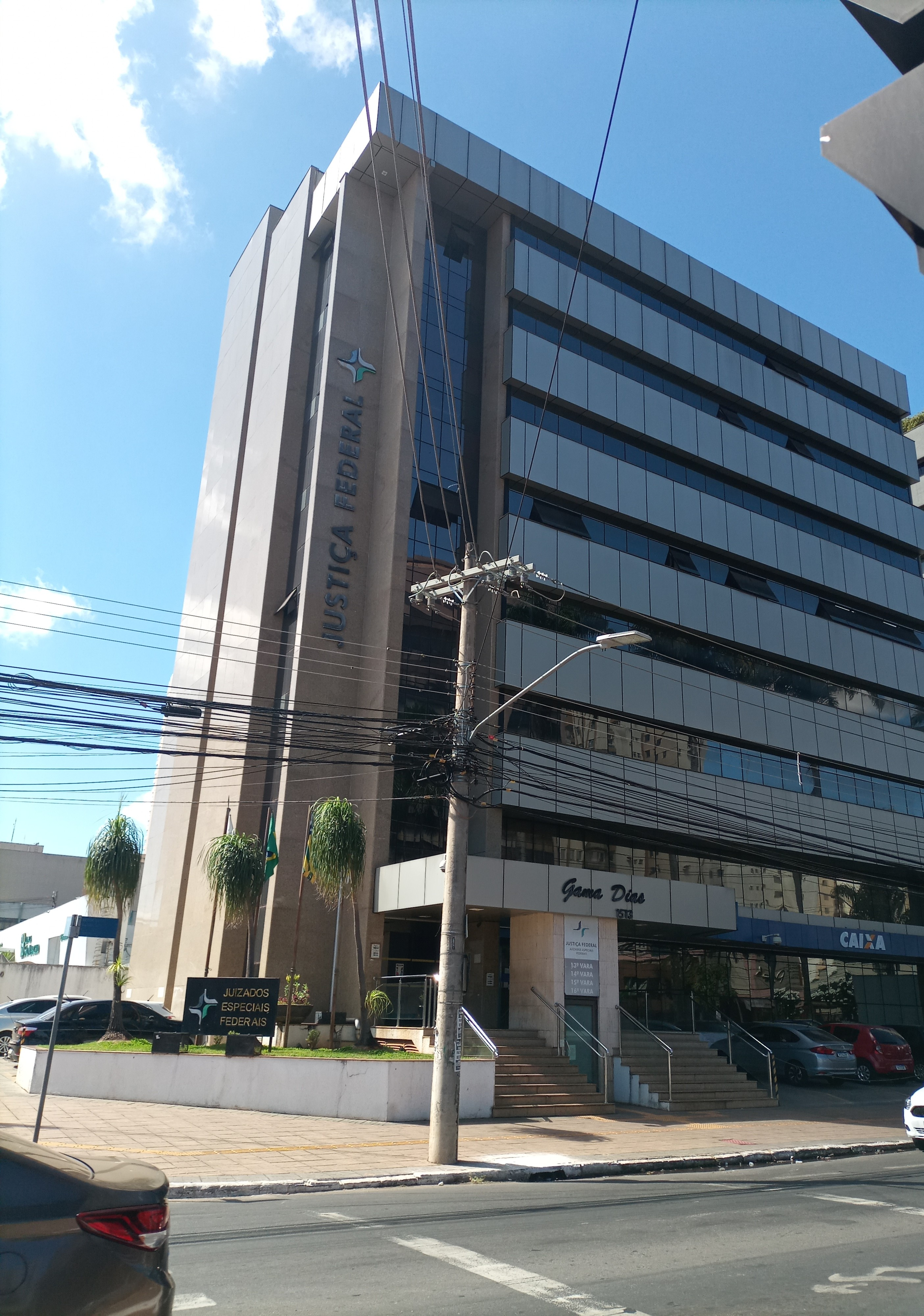
Sede da Seção Judiciária de Goiás do TRF1.

Em 25 de abril de 1967, sob o comando do eminente Juiz Federal, Dr. José de Jesus Filho, hoje ministro aposentado do Superior Tribunal de Justiça, iniciaram-se, precariamente, na Procuradoria da República, que funcionava no prédio do Tribunal Regional Eleitoral, os trabalhos para a instalação da Justiça Federal em Goiás. Em meados de dezembro do ano de 1967 foi locado o 7º andar do edifício do IPASE (hoje INSS) na Avenida Goiás, esquina da Rua Um, Centro desta Capital. Dessa data em diante é que foi possível criar novos espaços para as instalações definitivas ou próprias da Justiça Federal, o que só ocorreu em 26 de junho de 1968. No ano de 1973, aplicou-se a importância de Cr$ 551.000,00 na aquisição do prédio histórico situado na Rua Vinte, nº 19, Centro, onde funcionava a Faculdade de Direito da Universidade Federal de Goiás, posteriormente sucedida pelo Conservatório de Música daquela Universidade e agora Casa da Memória da Justiça Federal (foto menor). Em 1975 deu-se a inauguração do anexo I da sede própria da Justiça Federal de Goiás e em dezembro de 1983, a do anexo II, ainda Diretor do Foro o Dr. José de Jesus Filho.
Passados nove anos, mais precisamente em 24.04.92, inaugurou-se o edifício-sede (foto maior) de dez andares, construído sobre terreno desapropriado para essa finalidade, na Rua 19, nº 244. Assim, passou o novo prédio a compor o complexo integrado entre a tradição (o imóvel da Rua Vinte, tombado pelo Patrimônio Histórico de Goiás) e a modernidade (prédio novo e atual), apto a refletir a evolução dos tempos.
Subseções Judiciárias
- Anápolis
- Aparecida de Goiânia
- Formosa
- Itumbiara
- Jataí
- Luziânia
- Rio Verde
- Uruaçu

### Seção Judiciária do Maranhão
Subseções Judiciárias
- Bacabal
- Balsas
- Caxias
- Imperatriz

### Seção Judiciária do Mato Grosso
Subseções Judiciárias
- Barra do Garças
- Cáceres
- Diamantino
- Juína
- Rondonópolis
- Sinop

### Seção Judiciária do Pará
Subseções Judiciárias
- Altamira
- Castanhal
- Itaituba
- Marabá
- Paragominas
- Redenção
- Santarém
- Tucuruí
- Parauapebas
- Carajás

### Seção Judiciária do Piauí
Subseções Judiciárias
- Corrente
- Floriano
- Parnaíba
- Picos
- São Raimundo Nonato

### Seção Judiciária de Rondônia
Subseções Judiciárias
- Vilhena
- Ji-Paraná
- Guajará-Mirim

### Seção Judiciária de Roraima
A Seção Judiciária de Roraima foi criada pela Lei Federal N. 8.251, datada de 24 de outubro de 1991, tendo como primeiro juiz federal o magistrado Francisco Neves da Cunha, nomeado pelo Ato N. 302, de 28 de agosto de 1991. Funcionando inicialmente com apenas uma vara federal, frente à necessidade de se dar maior agilidade à prestação jurisdicional, é criada uma segunda vara federal, através da Resolução N. 04, datada de 09 de abril de 1996, muito embora apenas um juiz federal continue respondendo pelas duas varas cumulativamente. Funcionando em moderno prédio, com 4.024 m² de área construída, a Seção Judiciária de Roraima teve sua sede erigida em terreno originalmente doado pelo governo do Estado de Roraima, através do Decreto-Lei N. 953. Modelo em termos de segurança em todo o Estado, as instalações físicas da Seção Judiciária de Roraima foram vistoriadas pelo Corpo de Bombeiros da Polícia Militar de Roraima. O relatório final atestou que o prédio tem o melhor sistema de prevenção à incêndios de todo o estado. No dia da sua inauguração estavam presentes para o hasteamento das bandeiras, o então governador do Estado de Roraima, Ottomar de Sousa Pinto, o presidente do Tribunal Regional Federal da 1ª Região, hoje ministro do STJ Anselmo Santiago, e o primeiro juiz federal da Seccional, Francisco Neves da Cunha.

### Seção Judiciária de Tocantins
Inaugurada em 08 de maio de 1992, a Seção Judiciária do Tocantins foi criada pela Lei nº 8.251/91e instalada em 25 de fevereiro de 1992, por meio da Portaria 01/92, do Tribunal Regional Federal da 1ª Região (TRF1). Os trabalhos tiveram início na data da inauguração, sob a titularidade do juiz federal João Batista Gomes Moreira, também designado para exercer a função de primeiro Diretor do Foro. No dia 09 de abril de 1996 foi assinada a Resolução nº 08, do Tribunal Regional Federal da 1ª Região, declarando implantada a 2ª Vara da Seção Judiciária do Estado do Tocantins. Em 25 de abril de 1996, o juiz federal Marcelo Dolzany da Costa passou a responder pela titularidade plena da Seção Judiciária do Tocantins.
Subseções Judiciárias
- Araguaína
- Gurupi
- Palmas